# Liste der Naturschutzgebiete im Landkreis Neustadt an der Aisch-Bad Windsheim
Im Landkreis Neustadt an der Aisch-Bad Windsheim gibt es sieben Naturschutzgebiete. Das größte Naturschutzgebiet im Kreis ist das 1986 eingerichtete Naturschutzgebiet Gräfholz und Dachsberge.
| Name                                            | Bild | Kennung                   | Einzelheiten | Position | Fläche Hektar | Datum |
| ----------------------------------------------- | ---- | ------------------------- | --- | -------- | ------------- | ----- |
| Gipshöhle Höllern und Gipshügel „Sieben Buckel“ |      | NSG-00278.01 WDPA: 163252 | Markt Nordheim Zwei ausgedehnte Höhlensysteme und besondere Flora und Fauna.                                                                       | ⊙        | 10,16         | 1986  |
| Gräfholz und Dachsberge                         |      | NSG-00299.01 WDPA: 163300 | Bad Windsheim Landeskundlich besonders wertvoller Wald in Bayern.                                                                                  | ⊙        | 350,36        | 1986  |
| Holzöd bei Ippesheim                            | BW   | NSG-00224.01 WDPA: 163783 | Ippesheim Artenreiche Halbtrockenrasen. | ⊙        | 5,88          | 1984  |
| Hutung am Gigert                                | BW   | NSG-00420.01 WDPA: 163841 | Ergersheim, Seenheim Markante Wacholderheiden. | ⊙        | 39,47         | 1992  |
| Külsheimer Gipshügel                            |      | NSG-00181.01 WDPA: 164297 | Bad Windsheim, Külsheim Gipshügel und extensiv genutzte Magerwiesen.                                                                               | ⊙        | 8,37          | 1983  |
| Rammelsee und Kleiner Schimmelsteig             | BW   | NSG-00183.01 WDPA: 82364  | Ergersheim, Seenheim Eichen-Mischwälder mit historischer Waldnutzungsform.                                                                         | ⊙        | 39,53         | 1983  |
| Weiherboden bei Anfelden                        | BW   | NSG-00457.01 WDPA: 166207 | Oberdachstetten, Anfelden Aufgelassener Weiher mit umgebenden Wiesenflächen. Landkreis Neustadt an der Aisch = 7,24 ha Landkreis Ansbach = 1,37 ha | ⊙        | 8,62          | 1993  |
| Legende für Naturschutzgebiet                   |      |                           | |          |               |       |